# Reynaldo Bersabal
Reynaldo Bendijo Bersabal (* 15. Oktober 1962 in Magsaysay, Misamis Oriental) ist ein philippinisch-US-amerikanischer römisch-katholischer Geistlicher und Weihbischof in Sacramento.

## Leben
Reynaldo Bersabal studierte Philosophie und Theologie und empfing am 29. April 1991 das Sakrament der Priesterweihe für das Erzbistum Cagayan de Oro.
Nach der Priesterweihe war er in verschiedenen Gemeinden in der Pfarrseelsorge tätig. 1998 wurde er Kanzler der Diözesankurie von Cagayan de Oro. 1999 ging er in die Vereinigten Staaten und war im Bistum Sacramento in verschiedenen Gemeinden in der Pfarrseelsorge tätig. 2004 wurde er in den Klerus des Bistums Sacramento inkardiniert. Ab 2022 war er Pfarrer der Pfarrei Saint Francis of Assisi in Sacramento. Außerdem war er Dekan und Mitglied des Priesterrates.
Papst Franziskus ernannte ihn am 20. April 2024 zum Titularbischof von Balecium und zum Weihbischof in Sacramento. Der Bischof von Sacramento, Jaime Soto, spendete ihm am 31. Mai desselben Jahres in der Kathedrale von Sacramento die Bischofsweihe. Mitkonsekratoren waren dessen Amtsvorgänger William Keith Weigand und der Erzbischof von Cagayan de Oro, José Araneta Cabantan.